# Igreja Espanhola Reformada Episcopal
A Igreja Espanhola Reformada Episcopal (IERE) (em castelhano:  Iglesia Española Reformada Episcopal) é a Igreja da Comunhão Anglicana em Espanha. A IERE considera-se a si mesma uma parte de uma santa, católica e apostólica Igreja estabelecida por Cristo e seus apóstolos; mantém sucessão apostólica e o triplo ministério de bispos, presbíteros e diáconos, assim como os três credos da Igreja primitiva; sente-se moralmente continuadora da antiga Igreja Hispana; a sua liturgia é a hispânica, de rito moçárabe ou visigótico; mantêm o sistema sacramental (batismo, Santa Comunhão, confirmação, matrimônio etc.). Devido à sua tradição reformadora é uma Igreja evangélica; e por sua tradição católica anglicana, têm plena participação na Comunhão Anglicana mundial; é parte ativa da Federación de Entidades Religiosas Evangélicas de España (FEREDE) e é também membro do Conselho Mundial de Igrejas. Está em plena comunhão com as Igrejas da Comunhão Porvoo. É a Igreja representativa da Comunhão Anglicana na Espanha.

## História
Alguns padres e leigos católicos romanos que desejaram reformar o catolicismo espanhol com o estabelecimento da uma verdadeira Igreja espanhola com sucessão apostólica em bispos e com base em princípios da Reforma Protestante organizaram em 1880 a Igreja Espanhola Reformada Episcopal. Adotou a antiga liturgia visigótica de rito moçárabe. Desde o princípio a Igreja foi ajudada pela Igreja da Irlanda (anglicana).
Desde o começo, a Igreja foi auxiliada por um conselho de bispos presidido pelo Lord Plunkett, na época o bispo da diocese de Meath, na Irlanda. O seu primeiro bispo foi consagrado em 1894.
A integração á Comunhão Anglicana ocorreu em 1980 quando a Igreja se transformou uma diocese extraprovincial sob a autoridade do Arcebispo da Cantuária.

## Liturgia
A Igreja Espanhola Reformada Episcopal têm como liturgia oficial o rito moçárabe. Designa-se por rito moçárabe ou rito hispano-moçárabe aos rituais litúrgicos originariamente criados e praticados pelos primeiros cristãos hispânicos ou ibéricos, ainda sob domínio Romano. Sofreu importantes alterações durante o período Visigótico; mais tarde os cristãos moçárabes continuaram a praticar o rito mesmo sob o domínio árabe da Península Ibérica. Em 1080 o Concílio de Burgos determina a substituição do rito moçárabe pelo rito-romano.